# 沙博特
沙博特（法語：Chabottes，法語發音：[ʃabɔt]）是法国上阿尔卑斯省的一个市镇，位于该省中部偏西，属于加普区。

## 地理
沙博特（44°38'37"N, 6°10'15"E）面积9.96 平方千米，位于法国普罗旺斯-阿尔卑斯-蓝色海岸大区上阿尔卑斯省，该省份为法国东南部内陆省份，北起萨瓦省，西北接伊泽尔省，西南接德龙省，南至上普罗旺斯阿尔卑斯省，东北部与意大利接壤。
与沙博特接壤的市镇（或旧市镇、城区）包括：昂塞勒、比萨尔、福雷圣于连、圣让-圣尼古拉、圣莱热莱梅莱兹、圣米歇尔德沙约勒。

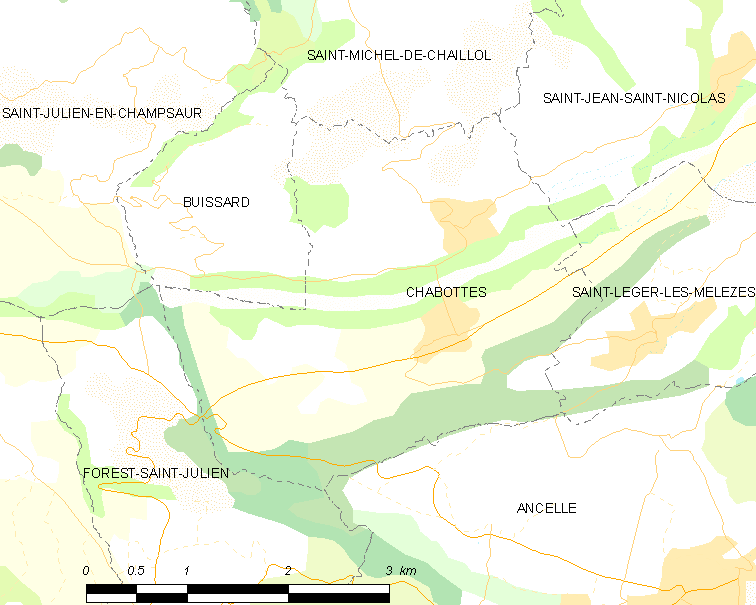
沙博特的OSM定位图

沙博特的时区为UTC+01:00、UTC+02:00（夏令时）。

## 行政
沙博特的邮政编码为05260，INSEE市镇编码为05029。

## 政治
沙博特所属的省级选区为圣博内昂尚索尔县。

## 人口

1962-2008年间沙博特人口变化图示

沙博特于2022年1月1日时的人口数量为955人。